# Лама (духовен учител)
Вижте пояснителната страница за други значения на Лама.
Лама е тибетски термин използван за духовен учител, който преподава ученията на Буда, най-вече Ваджраяна, а също и Бон – местната добудистка традиция. Думата лама означава „най-висш принцип“, като съответства на санскритското понятие гуру. Тя може да бъде част от титлата на важни прераждащи се лами като Далай Лама или Панчен Лама, или просто почетно обръщение към монах или монахиня от школите Нингма, Кагю и Сакя.
Вероятно поради недоразбиране от първите хора от Запад изучаващи тибетския будизъм терминът „лама“ погрешно е съотнесен към тибетски монах въобще. Голяма част от висшите лами на трите стари „червеношапкови“ школи Нингма, Сакя и Кагю не са монаси. Например Падмасамбхава и Миларепа са йоги, свободни от ограниченията на общоприетите норми, докато други като Марпа са светски хора със семейство и задължения.
По същия начин тибетският будизъм е наричан в началото „ламаизъм“ заради неразбирането, че това е част от будизма, като и че е нещо различно от Бон. Понятието ламаизъм понастящем се смята за неправилно.
В практиката на Ваджраяна ламата се разглежда като духовен водач и отвъдличностен принцип. Той е носител на приемствеността и източник на вдъхновение и благословия за практикуващия. Като такъв той е част от будиското убежище в качеството му на най-важния от Трите Корена наред с Идамите, Дхармапалите и Дакините.